# Wappen der Stadt Erding
Das Wappen der Gemeinde Erding ist seit dem 13. Jahrhundert das offizielle Hoheitszeichen von Erding. 

## Blasonierung
„In Silber eine schräg gestellte blaue Pflugschar.“

## Geschichte
1228 erhielt der von Herzog [Ludwig der Kelheimer|Ludwig von Bayern] gegründete Ort Erding die Stadtrechte zuerkannt. Seit dem 13. Jahrhundert steht im Schild eine schräg liegende Pflugschar, die als Gerät zur Bearbeitung der Erde als redendes Zeichen für den Ortsnamen gedacht war. Seit dem aus dem späten 13. Jahrhundert stammenden und seit 1303 durch Abdrucke überlieferten ältesten Siegel steht im Schild stets die schräg liegende Pflugschar (eigentlich „Pflugeisen“). Aktuelle Forschungen verweisen auf die Übereinstimmung zwischen dem längst vergessenen keltischen Wort „Ard“ (für Pflugmesser) und dem im hiesigen Dialekt ausgesprochenen „Arding“ für Erding. Die sehr vielen Abbildungen des Wappens seit 1523 geben übereinstimmend die heutigen Farben an, die Pflugschar war aber fast ausnahmslos senkrecht gestellt. 
Das Wappenbild ist bereits in der Wappensammlung von Philipp Apian und im Wappenblatt von Hans Mielich enthalten. Das Stadtwappen wurde nach der Gemeindegebietsreform durch Schreiben der Regierung von Oberbayern am 4. August 1978 bestätigt. 